# 小行星8485
小行星8485（8485 Satoru）是一颗围绕太阳公转的小行星。1989年3月29日，關勉在藝西天文台发现了此天体。
該小行星以日本業餘天文學家本田實的妻子本田慧命名。
这颗小行星的绝对星等为228.6272704630733等。